# السيدة الأولى ميشيل أوباما (لوحة)
السيدة الأولى ميشيل أوباما، بعنوان ميشيل لافون روبنسون أوباما، هي لوحة للسيدة الأولى السابقة للولايات المتحدة ميشيل أوباما، رسمتها الفنانة آمي شيرالد. كُشِف النقاب عنها في عام 2018، معلقة في معرض الصور الوطني في واشنطن العاصمة. تُظهر اللوحة التي يبلغ طولها ستة في خمسة أقدام (1.8 في 1.5 متراً) السيدة أوباما، قدمت شيرالد اللوحة بأسلوب جريسايل (grisaille)، ساندة ذقنها برفق على يدها، مُسدلة فستان هندسي مطبوع يملأ الإطار مع خلفية زرقاء سماوية.
أشاد بها النقاد وشعبية كبيرة بين زوار المتحف، إذ تضاعف عدد حضور معرض الصور الوطني في العامين بعد إزاحة الستار عن صورة شيرالد وجانب كيهيندي وايلي للرئيس باراك أوباما. ينسب مدير المتحف كيم ساجيت الفضل إلى شيرالد وويلي في إعادة تنشيط نوع الرسم الشخصي. كان شيرالد ووايلي أيضًا أول الفنانين الأمريكيين من أصول أفريقية الذين يتلقون توصيات للصور الرئاسية لمعرض الصور الوطني.

## خلفية عن اللوحة
في عام 2017، اختارت السيدة الأولى السابقة ميشيل أوباما  لصورتها في معرض الصور الوطني، الفنانة آمي شيرالد، التي تماثل أوباما أمريكية من أصل أفريقي. التقى كل من الرئيس والسيدة الأولى بشيرالد كمرشح لرسم صورهما الخاصة، لكن شيرالد وميشيل أوباما كان لهما صلة فورية. وصفت السيدة أوباما الاجتماع قائلة:
في غضون الدقائق القليلة الأولى من محادثتنا، علمت أنها الشخص المناسب. وربما كانت هذه هي اللحظة التي دخلت فيها ونظرت إلى باراك وقالت: "حسنًا ، سيدي الرئيس، أنا متحمسة حقًا لوجودي هنا، وأعلم أنه قد أُرشح لكلتا الصورتين، وأضافت لكن السيدة أوباما -التفتت إلي وقالت- "آمل حقًا أن نتمكن من العمل معًا".
شيرالد، من كولومبوس، جورجيا، انتقلت إلى بالتيمور، كانت تبلغ من العمر 43 عامًا عندما سطع نجمها في عالم الفن. قبل بضع سنوات فقط كانت لا تزال شيرالد تعمل كنادلة لدفع الفواتير، لكن في عام 2016 فازت لوحتها ملكة جمال كل شيء (Unsuppressed Deliverance) بمسابقة المعرض الوطني (Outwin Boochever). أشاد بها الاقتباس "صورها مبتكرة وديناميكية، فمن خلال اللون والشكل، تواجه الآثار النفسية للصور النمطية على الموضوعات الأمريكية الأفريقية". كانت شيرالد أول امرأة وأول أمريكية من أصل أفريقي تفوز بالمسابقة. أصبحت شيرالد وكيهيندي وايلي فناني الرئيس باراك أوباما الذين اختيروا لصورته الشخصية، لأنهم أولى الفنانين الأمريكيين من أصل أفريقي يكلفون برسم لوحة رئاسية في المعرض الوطني.
السيدة أوباما، مع مداخلات من شيرالد، اختارت فستانها للجلوس أيضًا، منتقية تصميمًا من مجموعة ربيع عام 2017 من مجموعة أزياء ميلي للمصممة ميشيل سميث. عملت أوباما مع مصممتها ميريديث كوب مع سميث سابقًا، بما في ذلك تصوير غلاف مجلة إيسينس. سحبت سميث الفستان من الإنتاج ليكون فريدًا للسيدة أوباما وعملت مع الفريق عن بُعد لِتنفيذ التصميم لها، لكن لم يُكشف عن الاختيار النهائي لخزانة الملابس حتى حفل إزاحة الستار عن اللوحة في معرض الصور الوطني.

## العملية الإبداعية
تأثرت شيرالد المشهورة بأسلوب تدرج اللون الرمادي جزئيًا بالصور البيضاء والسوداء للناس ذوي البشرة السمراء الذين أظهرهم "دبليو إي بي دوبوا" في معرض باريس 1900، أمضت جلستين مدة كل منهما 90 دقيقة لتصوير السيدة أوباما، ثم رسمتها من الصور. ذكرت شيرالد مدى تشابه السيدة أوباما مع ابنتها ماليا والذي أشعرها بالذهول في صور شيرالد. بينما كانت شيرالد عادة لا تأخذ صورًا فردية لأشخاص وبدلاً من ذلك تختار نوعية الجالسين لصورها من الأشخاص الذين تلتقي بهم في حياتها اليومية، شعرت أن السيدة أوباما تشترك في الارتباط والحضور مع جليساتها السابقين: عامة الناس "مجرد كونهم يمثلون أنفسهم". سعت شيرالد إلى تصوير هذه السمات، باعتبارها ذات مغزى ولكونها الصفات التي جعلت السيدة أوباما تشعر بأنها منفتحة للناس العاديين. شاهدت السيدة أوباما كما المسؤولون على معرض الصور الوطني اللوحة بينما كانت أعمال الرسم قائمة على قدم وساق، لكنها لم تقدم أي طلبات لإجراء تعديلات على الصورة، تاركة الحس الإبداعي الكامل لشيرالد.
أطلقت شيرالد في بادئ الأمر على اللوحة اسم ميشيل لافون روبنسون أوباما.

## نمط اللوحة
الصورة عبارة عن لوحة زيتية كبيرة على الكتان، يبلغ ارتفاعها 6 أقدام (1.8 مترًا) وعرضها 5 أقدام (1.5 مترًا). وجه أوباما، وكذلك ذراعاها الظاهرة ويديها، منمنمة بظلال باللون الرمادي، تعد التقنية الفنية المعروفة باسم جريسايل، السمة الرئيسية في أعمال شيرالد. وبالنسبة لاختيار استخدام تدرج اللون الرمادي بدلاً من اللون في رسم البشرة، قالت شيرالد إن النية كانت مقاومة القراءات النمطية المختزلة لذلك العرق: "بالنسبة لي عندما ترى بشرة رمادية، فهي دلالة على شيء ما. لذلك باستعمال اللون الرمادي يُسمح لك تقريبًا بالنظر إلى ما هو أبعد من ذلك للشخص الحقيقي". الخلفية زرقاء بسيطة تستحضر الفن الشعبي الأمريكي.
وصف المعماري والناقد الفني فيليب كينيكوت لوحة شيرالد بأنها تصور السيدة أوباما "بمزيج غريب من الثقة والضعف". ووصف تجاور وجه أوباما، المرسوم "بدرجات اللون الرمادي لصورة فوتوغرافية قديمة بالأبيض والأسود"، مع "خلفية روبن الزرقاء النابضة بالحياة" كأسلوب غالبًا ما تستخدمه شيرالد لإضفاء "إحساس قوي بالسريالية".
يسيطر الثوب على العمل كمثلث يشبه الجبل. فستان هالتر طويل بتصميم هندسي حديث من تصميم الملابس النسائية الأمريكية ميلي.
صدم الفستان المصممة ميشيل سميث باعتباره ملائمًا للمناسبة لأن أسلوبه يعكس طريقة ارتداء أوباما في حياتها اليومية ولأنه، بالنسبة إلى سميث، فإن المواد والتصميم يرمزان إلى حساسيات السيدة أوباما المعاصرة في حياتها بشكل عام: "إنه مصنوع من طبعة البوبلين القطني المطاطي بطبعة هندسية نظيفة وبسيطة دون أي دلالة لشيء في الماضي أو الحنين إلى الماضي، مما يمنح الفستان إحساسًا بالتفكير المستقبلي للغاية - هذه هي ميشيل أوباما".
على النقيض من ذلك، قالت شيرالد إن الفستان يذكرها بأعمال الرسام الهولندي بيت موندريان في القرن العشرين وتقليد خياطة اللحف الأمريكي الأفريقي في جي بيند، ألاباما، وهو مجتمع ينحدر من الأمريكيين الأفارقة المستعبدين سابقًا. شعرت شيرالد أنها تحاكي تقليد جي بيند المتمثل في "صياغة اللحاف بأشكال هندسية تحول الملابس وبقايا القماش إلى روائع".
كتب الناقد الفني بيتر شجيلدال في صحيفة نيويوركر، عن انطباعه الأول "مظهر القطعة في التصوير، كل الفستان القطني الضخم الذي يملأ معظم اللوحة لم يلائم الخلفية الزرقاء الفاتحة". في البداية بدا الأمر للكاتب وكأنه "في الغالب رداء بالٍ". تغير انطباعه تمامًا بعد رؤية العمل شخصيًا وإشادة القراء: "يجب عليك -وأعني ذلك يجب عليك تمامًا- أن ترى عمل شيرالد شخصيًا، قدر الإمكان. مع الأخذ بعين الاعتبار قياس الرسم وأناقة الحساسية للفرشاة (نسيج من اللمسات، وكل قرار دقيق)". توصل شجيلدال إلى نتيجة نقدية مشتركة  أن شيرالد قد فهمت الصفات والتحديات الأساسية لدور ميشيل أوباما وهويتها: "قررتُ أن الفنانة والجالسة في اللوحة قد حققا مزيجًا ذهنيًا، لتأثير مفعم بالحيوية. يرتقي الفستان إلى كونه رمزًا للدور العام لميشيل -وهو أمر صعب لأي شخص- وللباس الذي ترتديه".